# 大阪ほんわかテレビ
『大阪ほんわかテレビ』（おおさかほんわかテレビ）は、読売テレビ (ytv) で1993年6月6日から放送されている情報バラエティ番組。現在の放送時間は毎週金曜日の19:00 - 19:56 (JST)。放送開始から2015年3月29日までは毎週日曜日の22:30 - 23:30 (JST) に放送していた。通称は『ほんわかテレビ』。

## 概要
放送内容は、出演者によるコメディと、おすすめスポット・旅・映画・食などの情報紹介である。関西ローカルではあるが、日本全国を取材対象とするコーナーもある。
前番組『超近未来遭遇!! どーなるスコープ』がやらせにより打ち切りとなり、番組スタート当初は十分にコンセプトが固まらないままであったが次第に内容が固まっていった。番組前半は大阪ガスの一社提供であったが、現在は後半のスポンサー枠と統合され、大阪ガスを筆頭とする複数社による1時間通しの提供となった（ただし、大阪ガスのオープニングアイキャッチ映像は放送されていた）。
改編期や国政選挙実施日、報道特番による急な変更を除き、本番組が休止になることはめったにない。近年改編期や国政選挙・大阪府知事・大阪市長選挙実施日以外で休止になったのは2006年6月18日（『2006 FIFAワールドカップ日本-クロアチア戦』が裏で中継されたため、代わりに単発のネタ番組を放送）、2007年4月8日（統一地方選挙開票特番放送のため）などがある。また、キー局の日テレの編成上の都合で同時間帯が30分枠に縮小した場合は番組を休止し、関東ほか全国で同時間帯に放送されている『ダウンタウンのガキの使いやあらへんで!!』の同時ネット（もしくは時差ネット）に切り替える場合もあった。
2015年4月19日から「日曜ドラマ」が同枠の全国ネットで放送されることとなったことに伴い、同年3月15日放送分の最後には「重大発表」の次週告知が放送された。同年3月22日放送分では、4月10日から金曜19:00に放送時間が変更されることや新メンバーが追加されることが、番組冒頭のホワイティうめだからの生放送で発表された。このため、本番組の制作局では同年4月改編でローカルセールス枠に転換された『笑神様は突然に…』→『沸騰ワード10』について、火曜未明（月曜深夜）に遅れネットを余儀なくされた。また、枠移動直前の時点で唯一のネット局だった四国放送では『笑神様は突然に…』→『沸騰ワード10』の日本テレビ同時ネット堅持のため、本番組を打ち切った。
日本テレビ制作の19:00開始の2時間以上の一部特番放送時（自社制作の阪神タイガース戦の野球中継も含む）は本番組が休止される場合と、休止せず日本テレビ制作番組(ytv制作全国ネット特番は裏送り)を19:56から飛び乗り放送する場合がある。自社制作の阪神タイガース戦の野球中継が中止の場合には、20時台の番組のみレギュラー復帰とするも、本番組をレギュラー復帰させず、日本テレビ制作番組『沸騰ワード10』→『クイズ!あなたは小学5年生より賢いの?』→『ニノさん』の通常放送（読売テレビでは通常編成時であれば、火曜 0:54 - 1:59【月曜深夜】→土曜10:30 - 11:25に遅れネット）を臨時で日本テレビと同時ネットとすることがある。

## 出演者
コメディーコーナーの企画（設定）の変更とともに出演者も交代するが、笑福亭仁鶴と間寛平、桂南光は番組開始当初より出演。一部リポーターも『ほんわかハイツ』時代から継続出演をしている。
出演者は、「仁鶴の話のネタ」を除く全てのコーナーでコメディーコーナーの設定で出演する。2015年4月以降は仁鶴、寛平、南光、笑瓶、NON STYLE、森アナウンサーなどのリポーター陣は日曜日22時半枠からの続投。それ以降は新メンバー。南光、由紀は「ほんわかテレビ」の前身番組『おもしろサンデー』（MC：桂文珍）にも出演。

### 現在の出演者
役柄も併せて記す。
- 間寛平 - 間かん・料理旅館「本若庵」の女将。親しみをこめて、かんばあちゃんと呼ばれる。商店街・駅前時代に演じた役と同一人物である。
- 桂南光 - 南ヒカル・喫茶「ニューサザンライト」のマスター（情報喫茶店・コーナー司会）。南光（みなみ・ひかる）という役名があり、ほんわかハイツ時代はコメディーコーナーにも出演していた。
- 月亭方正 - 方正巡査・ほんわか温泉街派出所のおまわりさん。
- すっちー - 田村すちえ・温泉旅館「本若庵」の若女将で米国単身赴任中のたむけんの妻。
- 天才ピアニスト - 温泉旅館「本若庵」の仲居。アメリカへ渡り卒業したたむらけんじの後任として登場。
- 渋谷凪咲　- 「本若庵」アルバイト。（2019年3月1日より、引退降板した須藤凜々花の後任として登場[4][5]）
- ロザン - 宇治原史規は「ほんわかグランドホテル」の二代目社長、菅広文は同ホテルの専務。
- 石田明（NON STYLE） - 人力車のお兄さん役（2015年4月より）、リポーター（突撃!ほんわか調査団→ノンスタの町村ぶらぶら担当。駅前時代より継続）。
- 井上裕介（NON STYLE） - 人力車のお兄さん役、リポーター。2017年1月から4月までは活動自粛のために出演せず、2017年4月28日から復帰。
- 諸國沙代子（読売テレビアナウンサー） - 喫茶「ニューサザンライト」のアルバイト（情報喫茶店・進行役兼リポーター）。（2015年6月 - ）
- 中村秀香（読売テレビアナウンサー） - リポーター（情報喫茶店担当）。（2019年2月1日 - ）
- 山本隆弥（読売テレビアナウンサー） - 喫茶「ニューサザンライト」の店員（情報喫茶店・進行役兼リポーター）、第7代目ナレーター。（2019年5月10日[4] - ）
- 武内由紀子 - リポーター（情報喫茶店担当）。ほんわかハイツ時代は、マンションの管理人役の仁鶴の孫娘・岡本ユキ役としてコメディーコーナーに出演。途中から情報喫茶店のアルバイトを始めたという設定で情報喫茶店のリポーターも兼ねていた。
- 武田訓佳 - リポーター（情報喫茶店担当）
- 彼方茜香 - リポーター（情報喫茶店担当）
- 福本愛菜 - リポーター（情報喫茶店担当）
- 高樹リサ - リポーター（情報喫茶店担当）
- 大田明奈 - リポーター（情報喫茶店担当）
- 松本優 - リポーター（情報喫茶店担当）
- 佐藤佳奈（読売テレビアナウンサー）- リポーター（情報喫茶店担当）
- たかはしあいこ - リポーター（情報喫茶店担当）
- 芥田愛菜美 - リポーター（情報喫茶店担当）
- 青木みのり - リポーター（情報喫茶店担当）
- ローズありさ - リポーター（情報喫茶店担当）
- 酒井藍 - リポーター（情報喫茶店担当）
- 上野貴穂 - リポーター（情報喫茶店担当）
- 河合麻瑚 - リポーター（情報喫茶店担当）
- 松浦景子 - リポーター（情報喫茶店担当）
- 黒田真友香 - リポーター（情報喫茶店担当）
- 羽田優里奈 - リポーター（情報喫茶店担当）
- トキ（藤崎マーケット）- （トキザキとして町村ブラブラ担当 ）
- 木崎太郎（祇園）- （トキザキとして町村ブラブラ担当）
- 吉田裕（吉本新喜劇）- リポーター（激安捜査官担当）
- 千葉公平（吉本新喜劇）- リポーター（激安捜査官担当）
- 橋本のりこ - ナレーション（仁鶴の話のネタ/情報喫茶店担当）
- 藤沢としや - ナレーション（耳ヨリでっせぇ〜担当）

### 過去のレギュラー出演者
- 大竹まこと - 商店街時代に花屋のフランス人店員、ソルボンヌ大竹役で出演。フランスに帰国したという設定で番組を卒業（実際は自身のラジオ番組担当の為）。
- 服部美貴 - リポーター（準レギュラー）
- 桂ざこば - ハイツ時代はざこば和尚、商店街時代はマッサージの先生役で出演。
- 大平サブロー - ハイツ時代、洋食店のコック、さぶちゃん役で出演。
- 円広志 - ハイツ時代、ハイツの住人で作曲家の門真ひろし役で出演。
- 林家こぶ平 - ハイツ時代の住人で、「こぶちゃんのどーもすいません」のコーナーを持つ。
- そのまんま東 - ハイツ時代、ハイツ住人の新聞記者、東その馬役。
- 田代まさし - 商店街時代、理髪店・カットハウス田代の店長、田代まさしげ役で準レギュラー出演。2000年10月、自身の不祥事を理由に降板。
- 和泉修（ケツカッチン） - ハイツ時代、住人で寛平の弟、間修吉役で出演。
- パリー木下 - 磯部公彦と夫婦役の設定でリポーターとして出演。
- 梶原真弓 - 商店街時代、米屋「岡本米穀店」の主人役の仁鶴の孫娘で、和菓子処「はざまや」の店員・岡本真弓役で出演
- 五十嵐いづみ - ハイツ時代の住人で客室乗務員・飛麗美野いづみ役で出演。1996年7月より加入。
- 吉川十和子 - ハイツ時代、住人でバイオリニストのトワコ・グレース役で出演。結婚に伴う芸能活動からの引退により降板。
- 山田花子 - ハイツ時代、トワコ・グレースの妹、ハナコ・グレース役として不定期出演。
- 鳥越マリ - ハイツ時代、クリニックの女医、マリ先生役で出演。
- 宮前真樹 - ハイツ時代、ハイツ管理人役の仁鶴の孫娘・岡本マキ役。途中で降板し、武内由紀子に交代。
- 立原啓裕 - 2代目ナレーターも兼任
- 吉田ヒロ - ほんわか家族時代、一家の飼い犬・本若ヒロ役で出演。
- 雨上がり決死隊 - 本人の談話によると何の連絡もなく降板になったとの事。
- シャンプーハット - 商店街時代、和菓子処「はざまや」の職人見習い役で出演。
- フットボールアワー
- 朝凪鈴（元宝塚歌劇団） - ほんわか家族時代、寛平の妻・本若鈴子役で出演。
- 菊池あゆみ - ほんわか家族時代、寛平の娘・本若あゆみ役で出演。
- 蛭子能収 - ほんわか家族時代、訪問者など毎回さまざまな脇役で出演。
- ひさうちみちお - ほんわか家族時代、蛭子の相棒役で出演。
- ビッキーズ - リポーター（突撃!ほんわか調査団担当）。須知裕雅（現・すっちー）は5代目ナレーターも兼任した。上述の通り、すっちーは2015年4月からレギュラーに復帰。
- 磯部公彦（まるむし商店） - リポーター（後述・週替りコーナー担当）。番組初期より継続出演。2010年頃より、不定期で情報喫茶店のリポーターも務める。
- 川田裕美（当時・読売テレビアナウンサー） - 喫茶「サザンライト」のアルバイト（2011年3月まで）、リポーター（情報喫茶店・シネマパラダイス担当）
- 林マオ（読売テレビアナウンサー） - 喫茶「ニューサザンライト」のアルバイト（情報喫茶店・進行役兼リポーター）。（2011年4月 - ）
- 吉田奈央（読売テレビアナウンサー） - リポーター（シネマパラダイス担当）。林マオの産休中は情報喫茶店で代役を務めた。
- 広川太一郎 - 初代ナレーター。初期に行われた生放送スペシャルでは声だけでなく本人も出演。
- 桂九雀 - 3代目ナレーター
- 青野敏行 - コーナー担当ナレーター
- 川下大洋 - コーナー担当ナレーター
- 坂泰知（当時・読売テレビアナウンサー、現在解説委員） - コントでシリアスストーリーのみのナレーション担当。
- ほんこん - 駅前時代は、タクシー運転手・蔵野卓洋役、商店街時代は、米屋の販売人役。「ほんわか国勢調査（ほんこん調べ）」という、自身がリポートする単独コーナーをもっていた。このコーナーがひらがなに改名するきっかけになった。
- 島崎和歌子 - 駅前時代は、間かんの娘でスナックのチーママ・間わか子役。商店街時代は、「はざまや」の店員役。
- 中川家 - 駅前時代は、剛は間かんの息子・剛役。礼二は剛の妻・礼子役。商店街時代は、「はざまや」の居候役。礼二は4代目ナレーターも兼任。
- なだぎ武 - 駅前時代は、笑吉の甥・福田タケシ役。2009年6月より加入。
- 渡辺美優紀（当時・NMB48、AKB48） - 岡本美留紀（みるき）・仁作の孫。2015年4月より加入。NMB48卒業に伴い、2016年6月17日放送分で降板[6]。
- 須藤凜々花（元・NMB48） - りりぽん・温泉街の女子大生。2016年6月24日加入[6]、2017年8月30日NMB48を卒業し9月からはタレントとして出演していたが芸能界引退の為2019年2月15日放送分で降板[7]。後任は先輩メンバーで同い年の渋谷凪咲。
- 森たけし（降板時、読売テレビ執行役員待遇編成局エグゼクティブアナウンサー） - 喫茶「ニューサザンライト」の店員（情報喫茶店・進行役兼リポーター）、6代目ナレーター。番組開始時[4]から2019年4月26日まで出演[8][9]。
- 由紀さおり - さおりママ・スナック「夜明け」の主人。2015年4月から2020年12月18日まで出演。
- 笑福亭笑瓶 - 福田笑吉・温泉旅館「本若庵」の料理人で、駅前時代に演じた中華料理店「間来軒」の料理人と同一人物。商店街時代は、和菓子処「はざまや」店主で間かんの息子・間正平役を演じた。1999年4月から2020年12月18日で21年間出演。
- たむらけんじ - 田村・温泉旅館「本若庵」の番頭、2015年4月から2023年5月28日まで出演。
- 笑福亭仁鶴 - 岡本仁作（じんさく）・温泉街の隠居。 役名の「岡本」は仁鶴の本名から取ったもの。1993年から2017年まで24年間出演していたが、体調不良により芸能活動休止。降板扱いではなかったが、2021年8月17日84歳で死去。

## コーナー
コメディーコーナー
コントのコーナー。時折寛平などが台本に無いことを行っているらしく、ほぼアドリブ劇に近いものとなっている。以前は毎週放送されていたが、『ほんわか駅前物語』に変わった頃から月一度程度の放送。また、2010年頃より、番組エンディングなどでショートコントを行うこともある。
コメディー美留紀のほんわか温泉街日記（2015年4月10日放送から2016年6月17日放送まで）→コメディーりりぽんのほんわか温泉街日記（2016年6月24日放送から）
NMB48渡辺の冠コメディーで、温泉街の一角にある、温泉旅館「本若庵（ほんわかあん）」が舞台。2016年6月24日より同じNMB48須藤の冠コメディーとしてリニューアル。
コメディーほんわか駅前物語（2007年5月13日放送から2015年3月29日放送まで）
駅からすぐにある、中華料理店「間来軒」が舞台。仁鶴は書道教室の先生・岡本仁八（じんぱち）役を、寛平は中華料理店の女将・間かん役を演じた。2008年12月、寛平が『アースマラソン』に出発のため（コメディーでは福引きで当たった「マラソンで回る世界一周旅行」に出発するという設定で）出演を休止し、不定期で間かんとして旅先からビデオ出演をしていた。2011年1月30日放送分から復帰。
コメディーほんわか商店街（1999年4月放送から2007年5月6日放送まで）
商店街の一角にある、和菓子処「はざまや」が舞台。仁鶴は商店街の会長で米屋の主人・岡本仁左衛門（にざえもん）役を、寛平は和菓子屋の女将・間かん役を演じた。
コメディーほんわかハイツ（1999年3月放送まで）
タイトルの通り、このハイツが舞台。仁鶴はハイツの管理人・岡本仁五郎（じんごろう）役を、寛平はハイツの住人でプロボクサー志望の男・間寛吉役を演じた。
コメディーほんわか家族（初期のコメディコーナー）
のどかな本若（もとわか）家が舞台。仁鶴は本若家の隠居（一家の祖父）・本若仁六（じんろく）役を、寛平は仁鶴の息子（一家の父親）・本若寛太役を演じた。
情報喫茶店
日本各地の新しい物、変わった物、面白い物（料理、人物、場所、技術など多岐にわたる）などを紹介。ちなみに喫茶サザンライトの由来は桂南光の「南光」を英語で読んだだけである。これはスタッフの案らしく、桂南光本人も大変気に入っているらしい。しかし、始まった当初は店の名前の意味がまったくわからなかったらしい。オープニングでは「なぽりたん」というペットらしき犬が登場している。2015年4月からは温泉街に移転し、「ニューサザンライト」としてコーナー続投。コロナ時代はニューサザンライトチームと凪咲、NON STYLE、山本アナの本若庵チームに分かれていた。
仁鶴の話のネタ
番組当初より放送。中高年向けに、話のネタになるような落ち着いた内容の話題を提供。このコーナーのみ、コメディーの設定ではなく笑福亭仁鶴として単独で出演。仁鶴が取り上げた内容を引っ掛けた洒落を言ってコーナーを締めるのが定番。
昼ごはんでっせ〜
主に公募で選ばれた一般人が推薦する京阪神の飲食店のランチメニューを、自らレポートする。1回の放送で3店紹介され、放送上は営業マンやブロガー、タクシー運転手や各県の大阪事務所勤務者など、共通点を持つ人が登場する。
2011年までは、番組が選んだ店舗・メニューを、公募で選ばれた一般人がレポートする形式であった。なお、番組開始当初は「京阪神・あしたの昼ごはん」というコーナー名であった。
番組開始当初のナレーションは声優の広川太一郎。広川太一郎調とも呼ばれる独特の喋り口で視聴者リポーターと会話するような演出を入れつつ面白おかしくレポートしていた。また、仁鶴や中川家らがコメディーコーナーの設定で出演したことがあった。
ウィークエンドでっせぇ〜（2015年4月10日 - ）
週末土日に行われるイベント、グルメ、レジャーなどを紹介。
耳ヨリでっせぇ〜
昼ご飯と週末情報をランキングで紹介。
以下は不定期で放送される。
磯部公彦出演のコーナー
磯部公彦がレポートするコーナー。企画は不定期にリニューアルされるものの、番組の初期より続いている。
親子HAPPY計画
現行コーナー。磯部が、視聴者から寄せられた、親子に関する問題や悩みなどを解決したり、夢を叶えたりする。
O-1ぐらんぷり
現行コーナー。視聴者から、いつも家庭で食べている、おかん（お母さん）のオリジナル手料理を募集。実際に応募者の家庭に磯部が訪問して食し、3段階で評価する。
あなた!私のお願い聞いてよ!!
世の奥様方の、ご主人へのお願いや夢・希望などを、大阪名物・いそべっち（磯部）が交渉・解決する。過去に交渉成立できなかったのは1度。半成立までしかいかなかった。笑いあり、涙ありの関西ならではのコーナー。（終了）
突撃！ほんわか調査団
あらゆるさまざまな調査をNON STYLEが体を張って体験リポート。過去には、ビッキーズなどが担当した。
ほんわか国勢調査（ほんこん調べ）
ジャンルを問わない日本のさまざまな実態を映し出す…という名目で行われているコーナーだが、主に関西の商店街や名珍スポットなどを紹介している。ほんこんが改名するきっかけになったコーナーでもある。後日、改名のきっかけとなった姓名判断士のところに再び訪れたところ、おかげでうれしいほど客が増えたと語っていた。くわばたりえ（クワバタオハラ）の実家「モード・リエ」が登場したこともある。
シネマパラダイス
新作映画を紹介する。
かん地蔵（2011年4月 - ）
ほんわか商店街の路地裏にあるお地蔵様「かん地蔵」の元にやってきた子供たちの悩みや疑問に寛平扮する「かん地蔵」が答えるコーナー。
いきなり!電話で告白
日頃言えないことを突然電話で告白するコーナー。
うんちく足湯
温泉街にある足湯コーナーで、ロザンがうんちくしたい依頼人とトークする。
たむら&すちえのもうかってまんな〜
たむけんとすちえが儲かる企業を紹介。
ロザンの親子ファッション→あんたはコーデねーと
ロザンがぜひ着こなしたい親子を着こなすコーナー。
ほんわか究極工房
「究極の一品」を作りたい!人、お店、企業を紹介。
かんばあちゃんのお宅の木に泊まらせて
寛平があなたのお家の木に泊まらせる。
南光のお墨付きの逸品
南光が関西各地の逸品を紹介。
ノンスタの町村ぶらぶら
NON STYLEが町村を訪れ、町民・村民に自慢のものを紹介してもらう。なお、訪れる町村は、町村章のカプセルが入ったガチャガチャを回して決定する。2017年初期1月から4月までが石田明と代役ゲストが町村を訪れた事もある。
井上裕介の代役ゲスト：誠子（尼神インター）、ユースケ（ダイアン）、田村裕（麒麟）
2019年5月現在、町村にこだわらず市を訪れることもある
すち天ビルヂング ～都会の山を登るわよ!～
すちえと天才ピアニストが各地の珍しいビルを調査。

## テーマ曲
- オープニングテーマ：ウルフルズ「大阪ストラット」

## 番組DVD
- 大阪ほんわかテレビ NON STYLE 突撃！ほんわか調査団 (1)

「突撃！ほんわか調査団」のコーナーの番組の初DVD化。販売：よしもとアール・アンド・シー。

## 備考

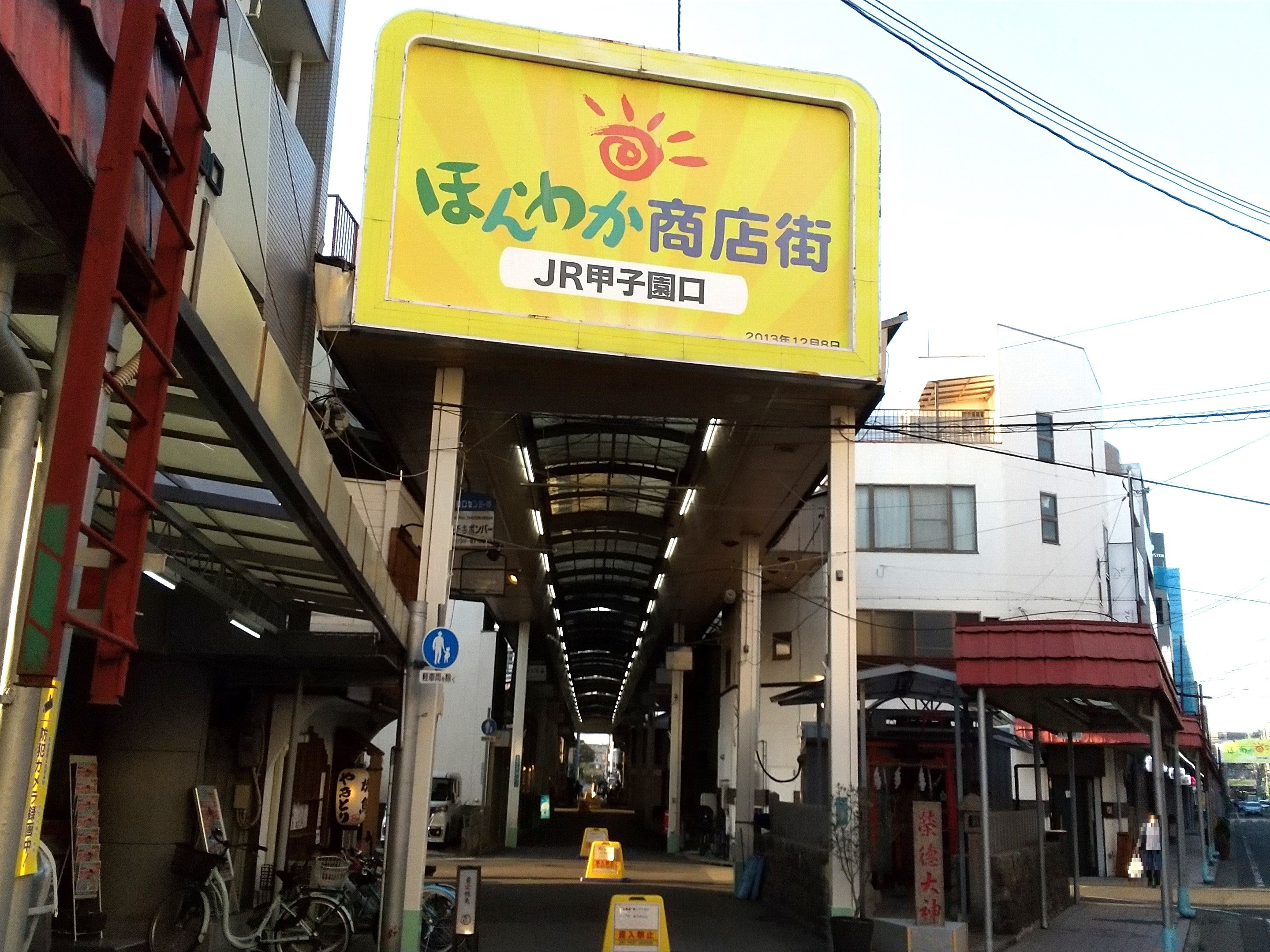
JR甲子園口ほんわか商店街（2023年4月）

2013年12月8日、兵庫県西宮市の「JR甲子園口商店街」が当番組の企画「ほんわか商店街プロジェクト」をきっかけに「JR甲子園口ほんわか商店街」に改名した。
2022年7月8日は当初放送予定だったが、「news every.特別版」（日本テレビ制作）を放送のため、急遽延期になった。予定されていた放送日は2週間後、7月22日に緊急蔵出し版として放送された。

## スタッフ
2025年7月18日時点
- ディレクター：石川彬・久木元文香・村井ゆみ・平野玲二（ytv Nextry、久木元→以前はAD、村井→一時離脱、平野→元:いまじん）、堀弘明（ホーリーズエンタープライズ）、東郷誠・吉澤順（ブリッジ、一時離脱）、佐伯圭右（ハレバレ→Dmark）、孫貴志（一歩本舗）、坂田俊之（キャット）、加藤貴光（東通企画）、村上龍之介、貴次登己・髙橋優貴・久松美波・杉野嘉則・髙橋優佳里・石田満帆（ytv、貴次・杉野・髙橋優佳→以前はAD）、水谷唯（以前はAD→一時離脱）、大林哲郎（MOGURAフィルムコンテンツ）、鈴木徹（メガバックスから独立→スーパーマーケットファンタジー）、都志爽太（ダイズ）、辻村魁（ファンズプロダクション）【週替わり】
- 取材D：京井康平（特別編のみ）
- AD：白井優那、村上鈴舞（特別編のみ）
- 構成：上地茂晴、田中孝晃、村井聡之、藤田雄一、寺前富雄、齋藤大悟、いいのりさ【週替わり】
- TD/音声：畑仲豊萌【週替わり】
- SW：大矢晃平・坂口裕一・杉本麻也（ytv、坂口→以前はTD/SW/カメラ、大矢→以前はCAM►TD/SW►SW、杉本→以前はTD/CAM/SW）、松本学（ytv Nextry、以前はCAM）【週替わり】
- CAM：出口雅樹、橋本樹、坂口拓磨・野口忠繁（ytv、野口→以前は、CAM►TD/SW）【週替わり】
- LD：窪田和弘（ytv、一時離脱）
- VE：矢野鼓子・古門優弥（ytv、古門→以前はCAM）、綾井星太【週替わり】
- 音声：池永裕一（ytv）、酒井宏樹【週替わり】
- EED：香川駿貴・笹岡真丈・西山貴宣（ytv）、有賀聡・間宮英輔・谷和彦（ytv Nextry）、中裕豊、二村真一【週替わり】
- グラフィック：山田祐子【毎週】、坂下美奈（坂下→一時離脱）、坂本ゆ(あ)かり（坂本→一時離脱）、西原里奈、泉将康、石津祥、東木優香、大野卓、長谷川功一（長谷川→以前は、テロップ►一時離脱）【週替わり】
- キャラクターデザイン：ダレカノデザイン
- MA：寺本卓矢（ytv Nextry）、岡田朋浩
- 音効：中谷誠（ytv Nextry）
- TK：中嶋(島)多実子
- 美術：山下創平
- 美術進行：荒川絵理
- 協力：Nextry（2011年1月までは、「映像企画」「サウンドエフェクト」と表記）、ホーリーズエンタープライズ（ホーリーズ→以前は週替わり）、つむら工芸、グリーン・アート、東京衣裳、高津商会、丸善かつら、A・I・C、アエックス、ハートス【毎週】、ブリッジ、Dmark、一歩本舗、キャット、もぐらフィルム（もぐら→以前はMOGURAフィルムコンテンツと表記）、スーパーマーケットファンタジー、ダイズ、KAIROSS【週替わり】
- ENG技術協力：エムズプロ、Blushes、光学堂、mabu、ルデ・プラス、ピースリー(PPP)本舗、EYEZEN、アルチザン、株式会社ADC、Shimasu.、ネットビジョン、Bilishe、ytv Nextry、stand out、スリーピース本舗、プレゼンス・クルー（光学堂・mabu→以前は協力、アルチザン・ネット・プレゼンス→一時離脱）【週替わり】
- 演出：出原照久（ytv Nextry）
- プロデューサー：中田大介（ytv、2022年6月10日 -）
- チーフプロデューサー：高橋宏輔（ytv、2023年7月21日 -）
- 制作著作：ytv

### 過去のスタッフ
- ディレクター：尼子大介、中島恭助（共にytv）、幸田敏哉、中嶋信之、川村好弘、大坪正季（中嶋〜大坪→ytv）、京師直樹（パワーステーション）、砂原一善、佐々木修（砂原・佐々木→グルービン）、黒川和樹（JAWS→JUMP）、吉田長生、池田徹（池田→ワイズビジョン）、赤崎一郎（現：カンテレ）、遠藤慎也（ytv）、児島浩、前川道範（ビーワイルド）、宮脇依里・薮本和可（共にオフィスりぷる）、中山喬詞（ytv）、川畑智史（フリー）、中屋敷亮（ytv、以前はAD）、三橋秀登（インパクト）、松本洋平・遠山正悠（ytv→ytv Nextry）、佐藤航・吉田剛志・松井陽生・門上由佳・浦井章亘・加藤崇・喜久翔・村上顕太・辻澤叶恵・小池洋平・山本大翔・野垣航・坂本一馬（共にytv、佐藤→2015年7月3日 - 12月まではプロデューサー、山本→一時離脱）、久保隆宏（ブリッジ）、溝根正人（Jワークス）、北田哲司（オフィスりぷる）、長南渚、小野謙馬（ytv Nextry）、表麻依子（ダイズ）、西祐輔（ytv Nextry）、小林陽平（ダイズ）、野中康由（ブリッジ）、久保恵未、中野彩音（ytv Nextry）、広部裕子（ブリッジ、一時離脱）、井本啓太、兼島凌、堀田真範（ホーリーズエンタープライズ）、空口一城（一歩本舗、空口→一時離脱）、坪井雄太郎（東通企画）、三木茜（ytv Nextry、元:いまじん）、松尾康高（ファンズプロダクション）、尾上絢子（ダイズ）、吉野高志、木村恒輝
- 構成：上田信彦、森、オパヤン、佐伯勝、二宮一泰、玉田あい子、赤松利恵、岸松香苗、杉村美奈子、今澤圭輔、湯川真理子、百武祥子、高井祥
- 構成・ブレーン：東京コウ塀、曽我部充夏、寺本覚
- コメディー脚本：吉井三奈子、はしもとこうじ
- TM：松浦正和
- TD/SW：塚本新一（ytv、以前はSW/カメラ）、小池一暢（ytv、以前はCAM）、井ノ口鉱三（ytv、以前はCAM→TD/SW→SW→TD/CAM・TD/SW→一時離脱）
- TD/CAM/SW：大橋優・藤井義行（ytv、大橋→以前はCAM、藤井→以前はC・CAM）
- TD/LD：廣江貞雄（ytv、以前はLDのみ）
- CAM：岩崎寛、岡良雄、宮川竜之介、横田浩一、浦上茂樹、野平浩二、黒田賢治、松永麻梨乃、石田和也、加藤裕規(視)（関西東通）、奥嶋駿介（ytv、奥嶋→以前はLD）、筒井周太
- 音声：小泉大輔、小野木晋、鈴木直人、正木良・沖田一剛（ytv）、春名真帆、濱田浩平（ytv Nextry）、谷口英雄・三村将之（ytv、三村→以前はLD►一時離脱）、辰野雄一、四方武範（ytv、四方→一時離脱）、曾田萌、山崎多佳彦、後藤敬介、藤本博樹（藤本→一時離脱）
- VE：田渕敬昌、田口護・木谷公久・池見憲一・山岡宗馬・菊地健（ytv、池見・山岡・菊地→一時離脱）、上田好一（関西東通）、景川慶三、鈴木敦之、松下英男
- LD：堂免高志、浜野眞治・窪内誠・河戸将克（ytv、窪内→一時離脱、以前はVE）、鷲津繋比古
- LD/VE：米田忠義（ytv）
- テロップ：藤本有紀、高尾祐季
- ED：浅田邦裕、野田隆司、関戸恵
- EED：浅地裕夫、小林祥士、国部泰治、岡本怜之、伊豫田文也・藤井一也・西村聡・但馬晋二（ytv、西村・但馬→一時離脱）、浅井拓登、佐藤友彦・田中麻友子（マウス）
- MA：堀内孝太郎・西山直宏（ytv Nextry）
- 音効：鏑木太郎、小林翔子、荒畑暢宏
- TK：濃添裕子
- 美術：水谷博行、松井珠美、野沢桃子、箕田英二
- デザイン：石田由
- 美術進行：中村裕
- CG：高畠彰
- グラフィック：大西洋平、長野達行、麻田実織、杉村萌子、矢野めぐみ、永元菜津美（マウス）
- イラスト：川田満成
- HP：小籔貴志
- AD：土屋洋之（ytv）、近森優平、力久由梨、渡辺恵里、迫原唯、杉本彌了、角田尚樹、富山将嗣
- 協力：大阪共立、フリー・フォーム・カンパニー、グルービン、Jワークス、パワーステーション、ビーワイルド、ワイズビジョン、ニューズクリエイト、オフィスりぷる、ブレーン・トラスト、クリーク・アンド・リバー社、スイッチ、インサイドムービーズ、メガバックス、東通企画、ファンズ
- ENG技術協力：ミヤテック、アトリエ、KOA、テクニカル・アート、テーク・ワン、atelier、ワイドスタッフ、キャミックス、グリップ、エイチ・ビー・シー・フレックス（キャミ→以前は協力、テーク・atelier→以前は協力►一時離脱）、エフテック、リベンジ、TORIDE、View（View→一時離脱）、トラッド、ターザン、コア、ゼファー、DEEP、グリップ、フィラメント、APOLLO
- 演出：竹内伸治（ytv）、柿本幸一（ytv、2012年12月2日 - 2013年1月まで）
- 総合演出：山口剛正（ytv、2010年3月28日 - 2016年7月15日）
- APデスク：佐藤恭仁子（ytv）
- プロデューサー補：神松一三（ytv、2010年7月18日 - 2012年7月29日）
- プロデューサー：喜多村健二、尼子大介、片岡克也（2010年7月18日 - 2013年7月7日）、岩尾安治（2013年7月14日 - 2014年6月29日）、小野寺将史（2014年7月6日 - 2015年3月29日）、岡本浩一[注 3]、沼田賢治（2015年7月24日 - 2017年6月16日）、上野正樹（2014年7月6日 - 2015年6月26日・2017年6月23日 - 2018年6月1日）、古河雅彦（2018年6月15日 - 2019年1月25日、ディレクターのみの回あり）、中埜勝之（2021年6月11日 - 2022年5月27日、以前はディレクター→一時離脱）[全員ytv]
- プロデューサー・演出：前西和成、西川義嗣（2009年2月8日までは、2009年2月15日 - 2010年3月21日までは、P･演出）[全員ytv]
- チーフプロデューサー：梅田尚哉、石橋徹也、松尾修治（2011年7月10日 - 2012年7月29日）、山岸正人（2012年8月12日 - 2014年1月5日、以前は、総合演出を担当）、薮亀かおり（2013年7月14日 - 2016年7月8日）、竹本輝之（2020年7月10日 - 2022年5月27日、以前はディレクター・演出→一時離脱）、山口将人（2022年6月10日 - 2023年6月30日、以前は、ディレクター→一時離脱→2019年2月1日 - 2021年5月28日はプロデューサー）[全員ytv]
- チーフプロデューサー・演出：村上雅俊（ytv、2016年7月15日 - 2020年7月3日、2016年7月22日から演出兼務、以前は、演出→一時離脱）

## ネット局
| 放送対象地域 | 放送局     | 系列           | 放送日時               | 備考     |
| ------------ | ---------- | -------------- | ---------------------- | -------- |
| 近畿広域圏   | 読売テレビ | 日本テレビ系列 | 毎週金曜 19:00 - 19:56 | 制作局   |
| 沖縄県       | 宮古テレビ | ケーブルテレビ | 毎週水曜 20:00 - 20:56 | [ 注 4 ] |

### 過去のネット局
- 三重県：三重テレビ（MTV、独立局）：火曜 22:15 - 23:15（2006年4月 - 2010年3月）
- 徳島県：四国放送（JRT、日本テレビ系列）[15]：土曜 16:30 - 17:30（2011年10月15日 - 2013年3月30日）、同時ネット（2013年4月14日 - 2015年3月29日）

## 舞台
1997年7月に番組開始200回を記念して上演された。